# Gansu

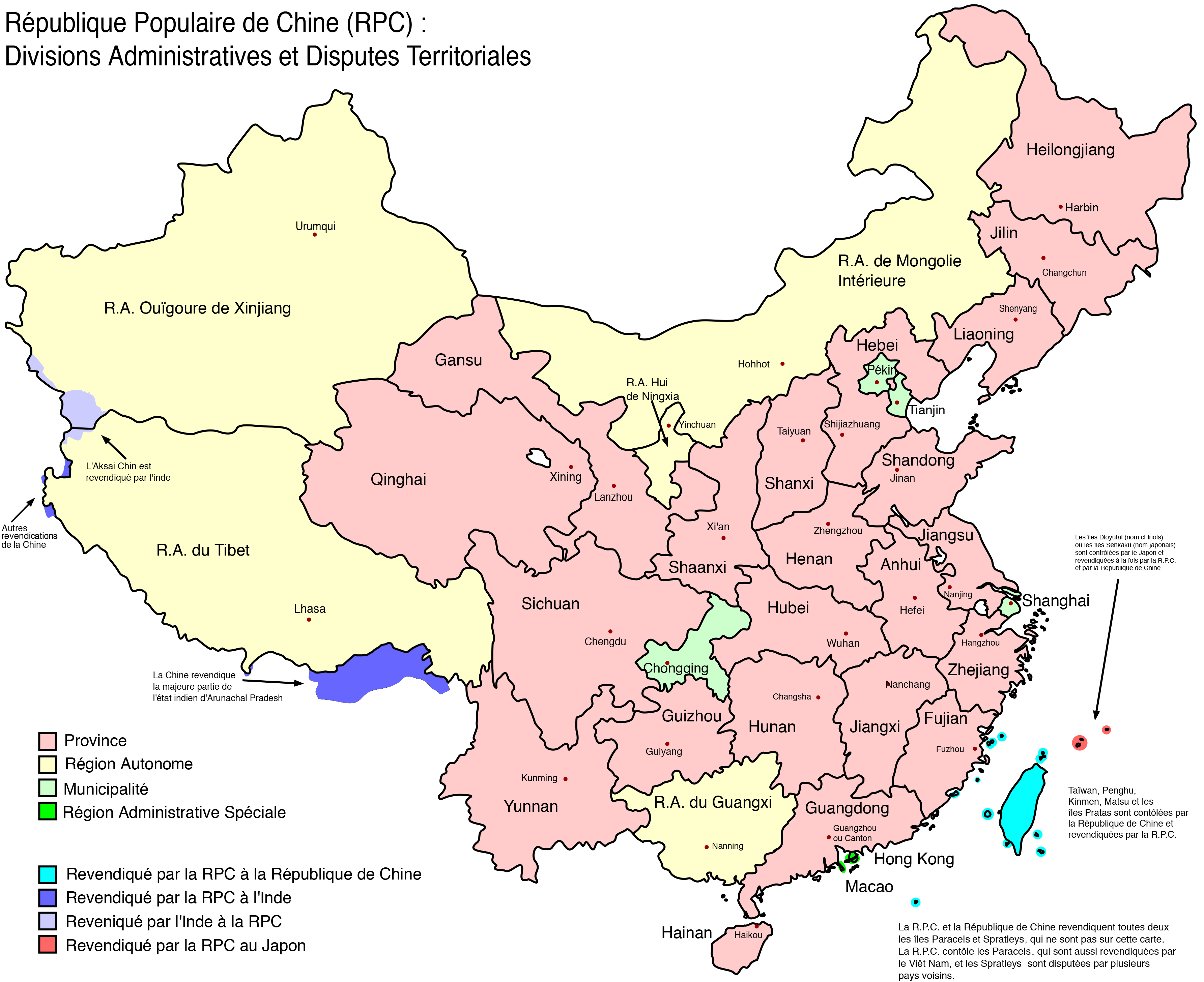
Divisions administratives et disputes territoriales de la république populaire de Chine.

Le Gansu (chinois : 甘肃省 ; pinyin : gānsù shěng) est une province du nord-ouest de la république populaire de Chine.
Longue province étroite, coincée entre le plateau de Mongolie au nord et les contreforts du plateau Tibétain au sud, épousant le tracé principal de l'ancienne route de la soie, le Gansu est habité par environ 26 millions d'habitants (en 2004), dont une minorité importante de Hui. La capitale, Lanzhou, est située dans le sud-est de la province.

## Nom
Le nom du Gansu est un nom composé, utilisé pour la première fois à l'époque de la dynastie Song, formé de celui de deux préfectures des dynasties Sui et Tang : Gan (près de Zhangye) et Su (près de Jiuquan).
Le nom de la province est abrégé en Gan (甘, gān) ou Long (陇 / 隴, lǒng).

## Histoire
L’Homme de Denisova vivait au Gansu il y a 160 000 ans. Une demi-mandibule de ce groupe humain a été découverte dans la grotte de Baishiya. Des outils en pierre et des os d’animaux avec des marques de découpes y furent aussi trouvés.

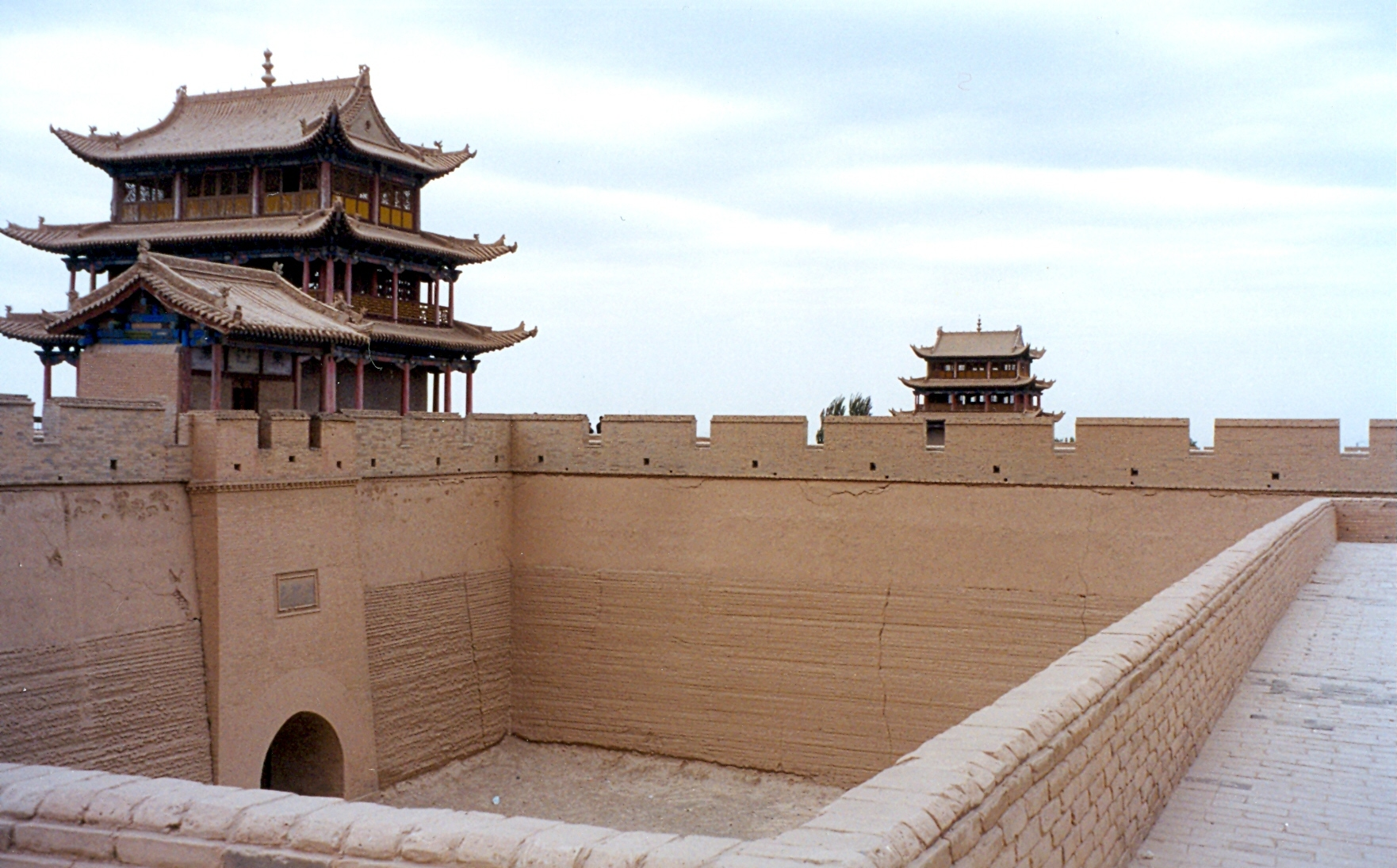
Fort de Jiayuguan.

Aux temps préhistoriques, la région du Gansu héberge un certain nombre de cultures néolithiques. La culture de Dadiwan (老官台文化, lǎoguāntái wénhuà, « culture du Laoguantai ») prospère dans l'est du Gansu entre 6000 et 3000 av. J.-C. La culture de Majiayao et une partie de la culture de Qijia ont également leur origine dans le Gansu, respectivement entre 3100 et 2700 av. J.-C., et 2400 et 1900 av. J.-C.
L'État de Qin — qui donne par la suite la dynastie fondatrice de l'Empire chinois — se développe initialement dans le sud-est du Gansu, spécifiquement dans la région de Tianshui. Des tombes et des objets Qin ont été excavés à Fangmatan, près de Tianshui.

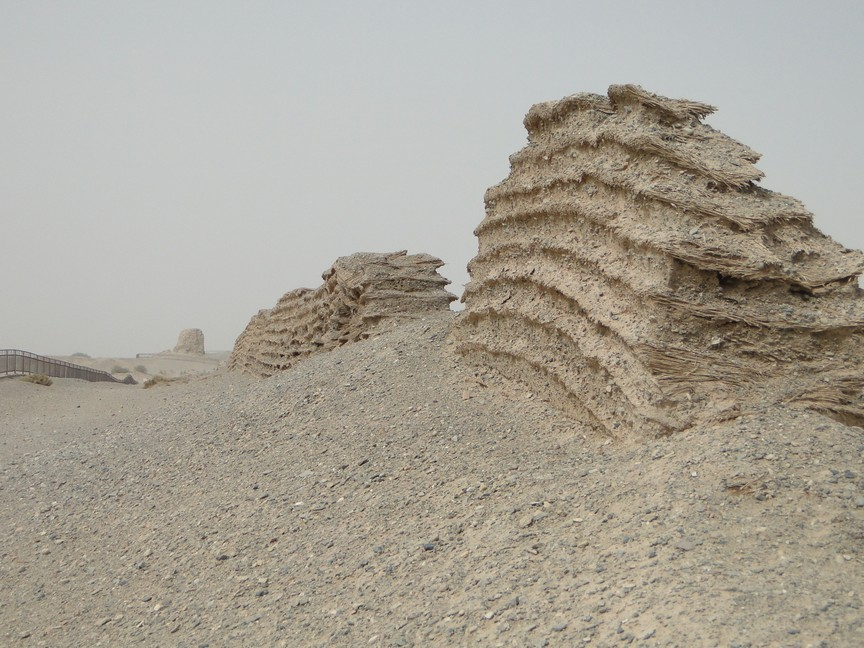
Grande muraille de la dynastie Han.

Aux temps impériaux, le Gansu est un avant-poste et une voie de communication importants de l'Empire chinois, le corridor du Hexi courant le long de la province. La dynastie Han étend la Grande Muraille à travers ce corridor et construit les villes fortifiées de Yumenguan et Yangguan. La dynastie Ming y construit l'avant-poste de Jiayuguan. Le nord-ouest de la province, à l'ouest de Yumenguan et des monts Qilian, est habité par des Yuezhi, Wusun et autres tribus nomades.
En 822, le traité de paix sino-tibétain est signé entre l’empereur du Tibet, Tri Ralpachen et l’empereur chinois Tang Muzong (820 — 824) de la dynastie Tang. Le traité permet de stabiliser les relations politiques, militaires et commerciales entre le Tibet et la Chine. Ainsi le traité délimite la frontière entre les deux empires et la Chine reconnaît l'occupation du Gansu par les tibétains.
Après la chute du khaganat ouïghour (744 – 848), un État ouïghour s'établit dans le Gansu entre 848 et 1036. À cette époque, de nombreux habitants du Gansu se convertissent à l'Islam. Plus tard, une partie du Gansu fait partie de l'Amdo, région du nord-est du Tibet, et une autre partie appartient à la Mongolie. Province créée sous la dynastie Yuan, située le long de la route de la soie, le Gansu est une région économiquement importante, ainsi qu'un vecteur de transmission culturelle.
La province est le lieu d'origine de la Révolte des Dungan (des Huis) de 1862-1877, qui s'étend par la suite au reste de la Chine. La communauté musulmane rebelle du Gansu est alors presque entièrement anéantie, principalement par les forces armées de la dynastie Qing mandchoue, parmi lesquelles, il y avait Ma Zhan'ao et Ma Anliang (en), de la clique des Ma, une famille de seigneurs de la guerre, également musulmans huis, fidèle à l'Empereur.
Les fréquents tremblements de terre, disettes et famines ont eu tendance à freiner le développement du Gansu. En 1920, sous la République de Chine (1912-1949), le séisme de 1920 à Haiyuan d'une magnitude de 8,6 sur l'échelle de Richter tue 180 000 personnes. En 1932, le séisme de 1932 de Changma (en) de magnitude 7,6 décime 70 000 habitants
Pendant la Grande famine entre 1958 et 1961, selon l'universitaire chinois Yang Jisheng, les données officielles pour le Gansu indiquent un nombre de morts non naturelles de 666 700 et un nombre de naissances non advenues de 800 000. Le professeur Cao Shuji arrive quant à lui au chiffre de 1,023 million de décès non naturels. Yang Jisheng mentionne aussi de nombreux cas de cannibalisme. Dans la ville de Linxia, 588 personnes ont mangé 337 cadavres; à Hongtai, 170 personnes ont mangé 125 cadavres dont 5 tués à cet effet. Des cas sont connus où des maris ont mangé leurs femmes, des mères leurs enfants, des frères leurs sœurs.
C'est à cette époque entre 1958 et 1961 qu'a été ouvert le camp de rééducation par le travail de Jiabiangou utilisé pour emprisonner des intellectuels et d'anciens fonctionnaires gouvernementaux qui ont été déclarés « droitistes » lors du mouvement anti-droitier du Parti communiste chinois. Lorsqu'il était en opération, il contenait approximativement 3 000 prisonniers politiques, dont environ 2 500 sont morts à Jiabiangou, principalement de famine,,.
En août 2010, des glissements de terrain dus à des inondations ont provoqué plus de 700 morts et plus de 1 100 disparus dans le Xian de Zhugqu de la préfecture autonome tibétaine de Gannan.

## Géographie
La majeure partie des 454 000 km2 du Gansu est située à plus de 1 000 m d'altitude, à la jonction du plateau tibétain, de la Mongolie-Intérieure et du plateau de Lœss, et bordant la Mongolie au nord-ouest. Le centre géographique de la Chine est situé dans le Gansu (35° 50′ 40,9″ N, 103° 27′ 07,5″ E). Administrativement, le Gansu est bordé par les provinces ou régions autonomes de Mongolie-Intérieure, Xinjiang, Qinghai, Sichuan, Shaanxi et Níngxià.
Le Gansu est très montagneux dans le sud et plat dans le nord. Les montagnes du sud font partie de la chaîne de Beishan (zh) et culminent au Qilian Shan, à 5 547 mètres d'altitude. Au nord, le Gansu comprend une partie du désert de Gobi. La province a une forme très allongée et mesure plus de 1 500 km du nord-ouest au sud-est, et une forme très étroite dans sa partie centrale (souvent moins de 100 km). Cette forme résulte de sa situation le long de l'ancienne route de la soie, passant par un étroit corridor coincé entre le plateau du Tibet et le plateau de Mongolie.
Composante centrale du Gansu, le corridor du Hexi est un passage très étroit et étiré d'un millier de kilomètres, reliant la ville moderne de Lanzhou à Yumenguan, à la frontière du Gansu et du Xinjiang. C'est le passage le plus important permettant d'accéder au Xinjiang et à l'Asie centrale. Géographiquement, le corridor débute dans la préfecture de Haidong du côté de la ville de Xining et du bassin du lac Juyan (en) (appelé en mongol Gaxun Nuur, Goshun Nur pour le lac de l'ouest et Sogo Nur pour le lac de l'est) et constitue la majeure partie de la province. On y trouve de nombreuses oasis fertiles entourées des vastes étendues du désert de Gobi.
Au nord se situe le semi-désert du plateau d'Alashan (en), une écozone paléarctique. L'est de la province est recouvert par le plateau de Lœss.
Le fleuve Jaune traverse le sud du Gansu et traverse Lanzhou, sa capitale. Le fleuve dont la source est sur le plateau du Tibet, passe par les provinces du Sichuan et du Qinghai, avant de la traverser. Il est la principale source d'eau de cette province aride. Quelques grandes oasis sont dispersées autour de Dunhuang, à l'ouest de la province. Les nappes d'eau souterraines permettent tout de même la culture du raisin.
Le 20 juillet 2013, un tremblement de terre de magnitude 6,6 sur l'échelle de Richter a lieu dans le Xian de Min（县 / 岷縣, mín xiàn）.

## Démographie

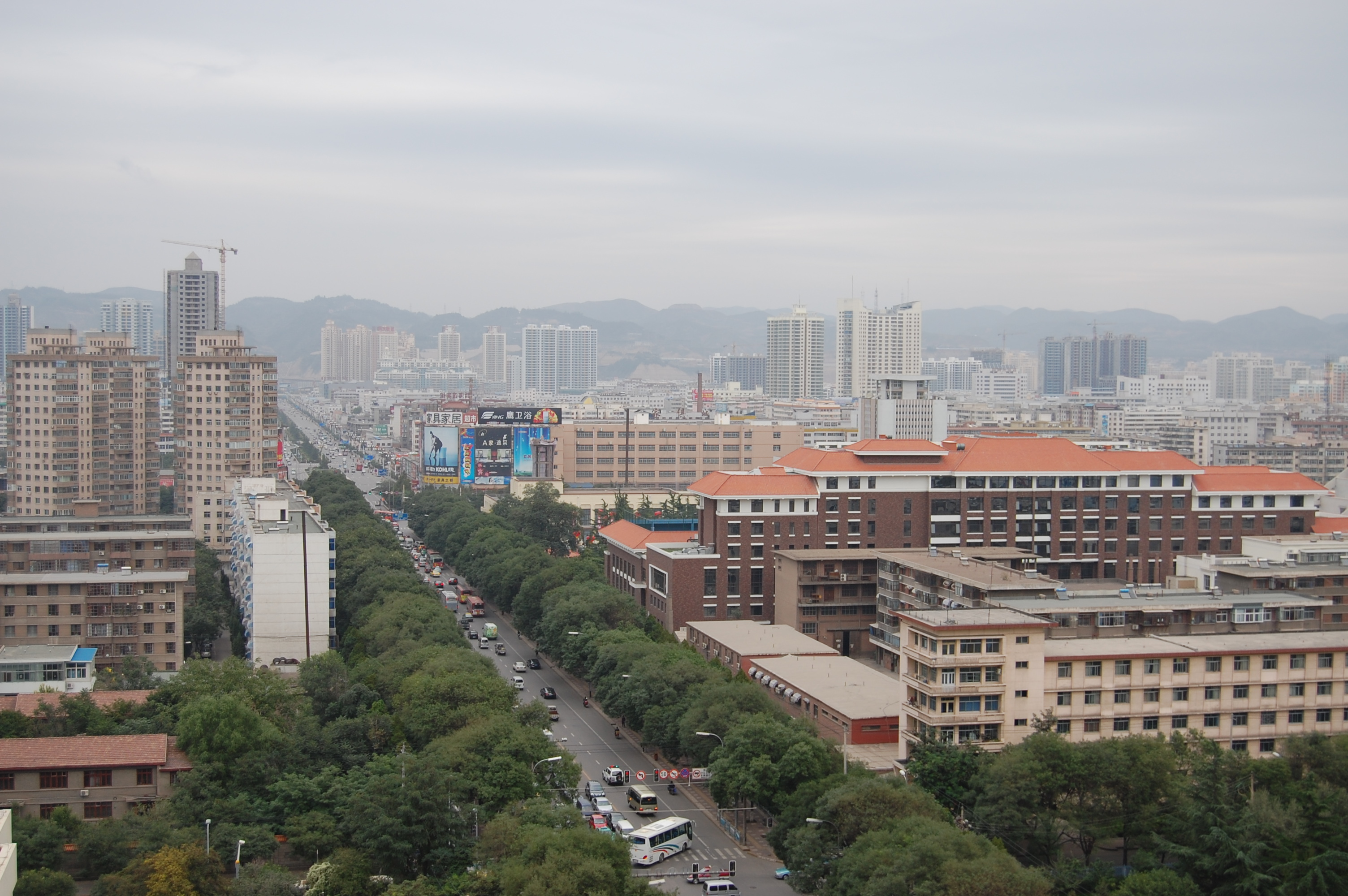
Ville de Lanzhou

En 2010, le Gansu comptait 25 575 254 habitants. En 2015, 56,81 % de la population est rurale. 92 % sont des Hans et la province compte comme minorités des Hui, des Tibétains, des Dongxiang, des Tu, des Mandchous, des Ouïghours, des Yugurs, des Bonan, des Mongols, des Salar et des Kazakhs.

## Subdivisions
En dessous du niveau provincial, le Gansu est subdivisé en douze villes-préfectures et deux préfectures autonomes.
| Subdivisions administratives du Gansu | Subdivisions administratives du Gansu | Subdivisions administratives du Gansu | Subdivisions administratives du Gansu  | Subdivisions administratives du Gansu | Subdivisions administratives du Gansu | Subdivisions administratives du Gansu | Subdivisions administratives du Gansu | Subdivisions administratives du Gansu | Subdivisions administratives du Gansu | Subdivisions administratives du Gansu |
| ------------------------------------- | ------------------------------------- | ------------------------------------- | -------------------------------------- | ------------------------------------- | ------------------------------------- | ------------------------------------- | ------------------------------------- | ------------------------------------- | ------------------------------------- | ------------------------------------- |
| District Xian                         |                                       |                                       |                                        |                                       |                                       |                                       |                                       |                                       |                                       |                                       |
| No.                                   | Code subdivision                      | Préfecture                            | chinois Hanyu Pinyin                   | Population 2010                       | Superficie en km2                     | Siège                                 | Subdivisions                          | Subdivisions                          | Subdivisions                          | Subdivisions                          |
| No.                                   | Code subdivision                      | Préfecture                            | chinois Hanyu Pinyin                   | Population 2010                       | Superficie en km2                     | Siège                                 | Districts                             | Xians                                 | Xians autonomes                       | villes-district                       |
| — Villes-préfectures —                |                                       |                                       |                                        |                                       |                                       |                                       |                                       |                                       |                                       |                                       |
| 1                                     | 620900                                | Jiuquan                               | 酒泉市 Jiǔquán Shì                     | 193 974 km²                           | 1 095 947                             | District de Suzhou                    | 1                                     | 2                                     | 2                                     | 2                                     |
| 2                                     | 620200                                | Jiayuguan                             | 嘉峪关市 Jiāyùguān Shì                 | 2 935 km²                             | 231 853                               | Sous-district de Shengli              |                                       |                                       |                                       |                                       |
| 3                                     | 620700                                | Zhangye                               | 张掖市 Zhāngyè Shì                     | 39 437 km²                            | 1 199 515                             | District de Ganzhou                   | 1                                     | 4                                     | 1                                     |                                       |
| 4                                     | 620300                                | Jinchang                              | 金昌市 Jīnchāng Shì                    | 7 569 km²                             | 464 050                               | District de Jinchuan                  | 1                                     | 1                                     |                                       |                                       |
| 5                                     | 620600                                | Wuwei                                 | 武威市 Wǔwēi Shì                       | 32 517 km²                            | 1 815 054                             | District de Liangzhou                 | 1                                     | 2                                     | 1                                     |                                       |
| 6                                     | 620400                                | Baiyin                                | 白银市 Báiyín Shì                      | 20 164 km²                            | 1 708 751                             | District de Baiyin                    | 2                                     | 3                                     |                                       |                                       |
| 7                                     | 620100                                | Lanzhou                               | 兰州市 Lánzhōu Shì                     | 13 103 km²                            | 3 616 163                             | District de Chengguan                 | 5                                     | 3                                     |                                       |                                       |
| 10                                    | 621100                                | Dingxi                                | 定西市 Dìngxī Shì                      | 19 646 km²                            | 2 698 622                             | District de Anding                    | 1                                     | 10                                    |                                       |                                       |
| 11                                    | 621200                                | Longnan                               | 陇南市 Lǒngnán Shì                     | 27 857 km²                            | 2 567 718                             | District de Wudu                      | 1                                     | 8                                     |                                       |                                       |
| 12                                    | 620500                                | Tianshui                              | 天水市 Tiānshuǐ Shì                    | 14 312 km²                            | 3 262 548                             | District de Qinzhou                   | 2                                     | 4                                     | 1                                     |                                       |
| 13                                    | 620800                                | Pingliang                             | 平凉市 Píngliàng Shì                   | 11 197 km²                            | 2 068 033                             | District de Kongtong                  | 1                                     | 6                                     |                                       |                                       |
| 14                                    | 621000                                | Qingyang                              | 庆阳市 Qìngyáng Shì                    | 27 220 km²                            | 2 211 191                             | District de Xifeng                    | 1                                     | 7                                     |                                       |                                       |
| — Préfectures autonomes —             |                                       |                                       |                                        |                                       |                                       |                                       |                                       |                                       |                                       |                                       |
| 8                                     | 622900                                | Linxia                                | 临夏回族自治州 Línxià Huízú Zìzhìzhōu  | 8 117 km²                             | 1 946 677                             | Linxia                                |                                       | 5                                     | 2                                     | 1                                     |
| 9                                     | 623000                                | Gannan                                | 甘南藏族自治州 Gānnán Zāngzú Zìzhìzhōu | 38 312 km²                            | 689 132                               | Hezuo                                 |                                       | 7                                     |                                       | 1                                     |

## Principales villes
| Agglomération | Désignation en chinois | Population de l'agglomération millions (2017) | Rang (Chine) | Superficie | Densité | Commentaire |
| ------------- | ---------------------- | --------------------------------------------- | ------------ | ---------- | ------- | ----------- |
| Lanzhou       |                        | 2,565                                         |              | 298 km2    | 8600    |             |
| Zhangye       |                        | 0,515                                         |              | 67 km2     | 7600    |             |

## Langues
La plupart des habitants du Gansu, y compris dans les minorités, parlent des dialectes du mandarin. Le tu, le tibétain amdo, le mongol et le kazakh sont également employés sur les frontières de la province.

## Tourisme
- La ville de Dunhuang, avec ses dunes de sable, son oasis du Croissant de Lune, ses vestiges de la Grande Muraille de Chine de l'époque de la dynastie Han, ainsi que les grottes de Mogao (cf. infra).
- Les grottes bouddhiques de Binglingsi et de Mogao.
- Le monastère de Labrang ou Labrang Tashi Khyil, situé dans la ville de Xiahe, l'un des six grands monastères Gelugpa, école du bouddhisme tibétain.
- Corridor du Hexi.
- Parc géologique national de Zhangye Danxia.